# Dan Petry
Daniel Joseph Petry (né le 13 novembre 1958 à Palo Alto, Californie, États-Unis) est un ancien lanceur droitier de la Ligue majeure de baseball. Il évolue de 1979 à 1991 et dispute 11 de ses 13 saisons chez les Tigers de Détroit, le club avec qui il remporte la Série mondiale 1984 et qu'il représente au match des étoiles 1985.

## Carrière
Dan Petry est repêché par les Tigers de Détroit au 4e tour de sélection en 1976. Il fait ses débuts dans le baseball majeur avec les Tigers le 8 juillet 1979 et demeure avec l'équipe jusqu'en 1987. De 1980 à 1985, le lanceur partant droitier connaît 6 saisons consécutives de 10 victoires ou plus, les quatre dernières avec au moins 15 victoires. En 1981, il n'accorde en moyenne que 3 points mérités par partie en 23 parties jouées. En 1982, sa moyenne de points mérités se chiffre à 3,22 en 35 départs. En 1983, il mène les majeures avec 38 départs et atteint des sommets personnels de 19 victoires, 9 matchs complets et 266 manches et un tiers lancées. Gagnant de 18 parties contre 8 défaites en 1984, il maintient une moyenne de points mérités de 3,24 en 233 manches et un tiers lancées en 35 départs et réussit un sommet personnel de 144 retraits sur des prises. Lanceur partant du second match de la Série de championnat 1984 de la Ligue américaine, il livre un très bon duel à Bret Saberhagen des Royals de Kansas City mais n'est pas impliqué dans la décision lors d'un match remporté en manches supplémentaires par Détroit Malgré une défaite, la seule des Tigers aux mains des Padres de San Diego en finale, Petry savoure la conquête de la Série mondiale 1984 avec ses coéquipiers. Il fait une présence au monticule, mais comme lanceur de relève, dans les séries éliminatoires de 1987.
En plus de représenter les Tigers au match des étoiles 1985, il est deux fois considéré pour le prix du meilleur lanceur de la Ligue américaine : il termine 9e du vote de fin d'année désignant le vainqueur du trophée Cy Young en 1982 et 5e en 1984.
Le 5 décembre 1987, Détroit échange Dan Petry aux Angels de la Californie contre Gary Pettis, un voltigeur. Après avoir disputé les saisons 1988 et 1989 chez les Angels, Petry devient agent libre et rejoint à nouveau les Tigers de Détroit pour la saison 1990. Il joue sa dernière campagne, partagée entre trois équipes, en 1991. Les Tigers le cèdent aux Braves d'Atlanta le 25 juin de cette année-là en échange du joueur d'arrêt-court Víctor Rosario, puis il est transféré le 16 août contre un joueur des ligues mineures aux Red Sox de Boston, pour qui il dispute son dernier match le 5 octobre 1991.
Dan Petry a joué 370 matchs du baseball majeur, dont 300 comme lanceur partant et 306 au total pour les Tigers de Détroit. Il compte 125 victoires, 104 défaites, un sauvetage, 52 matchs complets, 11 blanchissages et 1 063 retraits sur des prises. 
Dan Petry est le père de Jeff Petry, un joueur de la Ligue nationale de hockey.